# 유엔 인권최고대표사무소

유엔 인권 고등판무관 사무소 상징

유엔 인권최고대표사무소(國際聯合人權最高代表事務所, Office of the United Nations High Commissioner for Human Rights, OHCHR)는 유엔에 속한 조직의 하나로 세계 각국의 인권 보호와 계몽을 목적으로 활동한다. 스위스 제네바에 본부를 두고 500여 명의 직원들이 일하고 있다.

## 역사
국제 인권 전문 기구 설치를 요구하는 미국 등의 제안에 따라 1993년에 유엔 총회에서 결의를 통해 설립을 결정했다. 조직의 수반인 최고대표는 유엔 사무차장급으로 정하고, 유엔 인권이사회와 협력하여 유엔의 인권 문제에 대한 활동을 지휘한다.
인권최고대표의 권한은 유엔 헌장 제1조, 13조, 55조, 그리고 《비엔나 선언》과 행동 계획, 1993년 12월 20일에 유엔 총회에서 결의한 결의안 48조, 141조를 기반으로 한다.
유엔 인권최고대표사무소는 인간의 존엄성이라는 보편적인 이상을 향한 전세계 의지를 대변한다. 국제공동체는 모든 인권을 증진하고 보호하는 고유한 임무를 인권최고대표사무소에 부여했다. 유엔 인권최고대표사무소는 스위스 제네바에 본부를 두고 있으며, 뉴욕 유엔 본부에 사무소를 두고, 국가별·지역별 사무소도 운영하며, 인권 자문 담당자를 파견해서 전세계에 분포한 유엔 상주조정실 및 유엔 평화 유지 임무를 지원하고 있다.

## 인권최고대표 목록
유엔 인권최고대표는 유엔 총회에서 선거로 선출된다.
| 대 | 최고대표 | 최고대표                  | 임기            | 국가              | 비고                                                       |
| -- | -------- | ------------------------- | --------------- | ----------------- | ---------------------------------------------------------- |
| 1  |          | 호세 아얄라 랏소          | 1994년 - 1997년 | 에콰도르          |                                                            |
| 2  |          | 메리 로빈슨               | 1997년 - 2002년 | 아일랜드          |                                                            |
| 3  |          | 세르지오 비에이라 데 멜로 | 2002년 - 2003년 | 브라질            | 2003년 8월 19일 바그다드 유엔 사무소 폭탄 테러에 의해 사망 |
| 4  |          | 벨트 랜드 라무챠란        | 2003년 - 2004년 | 가이아나          |                                                            |
| 5  |          | 루이스 아르부르           | 2004년 - 2008년 | 캐나다            |                                                            |
| 6  |          | 나바네세무 삐레이         | 2008년 - 2014년 | 남아프리카 공화국 |                                                            |
| 7  |          | 제이드 알후세인 공        | 2014년 - 2018년 | 요르단            |                                                            |
| 8  |          | 미첼 바첼레트             | 2018년 - 2022년 | 칠레              |                                                            |
| 9  |          | 볼커 투르크               | 2022년 - 현재   | 오스트리아        |                                                            |

## 조선민주주의인민공화국 관련 업무
2015년 6월 23일에 대한민국 서울에 조선민주주의인민공화국의 인권 상황을 모니터링하고 기록해 증거를 보존하는 역할을 하기 위한 사무소가 설치됐다. 이를 통해서 북한에서 지속적으로 발생하고 있는 인권유린에 대한 정보와 증거, 그리고 기록을 저장하는 역할을 수행한다.

## 같이 보기
- 유엔 인권 이사회